# Seo Ha-joon
Em seu pseudônimo, o sobrenome é Seo.
Son Jong-soo (hangul: 손종수; hanja: 孫鍾秀; rr: Son Jong-su; MR: Sŏn Chŏng-su; nascido em 19 de setembro de 1989), mais frequentemente creditado pelo seu nome artístico Seo Ha-joon (hangul: 서하준; hanja: 徐河俊; rr: Seo Ha-jun; MR: Sŏ Ha-chun), é um ator e modelo sul-coreano.

## Filmografia

### Dramas
| Título                     | Ano  | Personagem      | Emissora |
| -------------------------- | ---- | --------------- | -------- |
| Princess Aurora            | 2013 | Seong Seol Hee  | MBC      |
| Only Love                  | 2014 | Kim Tae Yang    | SBS      |
| Marrying My Daughter Twice | 2016 | Kim Hyun Tae    | SBS      |
| The Flower In Prison       | 2016 | King Myung Jong | MBC      |

### Reality shows
| Título               | Ano  | Emissora | Notas                                                      |
| -------------------- | ---- | -------- | ---------------------------------------------------------- |
| Law of The Jungle In | 2014 | SBS      | Membro do elenco                                           |
| Running Man          | 2015 | SBS      | Convidado                                                  |
| King of Mask Singer  | 2016 | MBC      | Concorrente como Adults Don't Know Peterpan no episódio 81 |

## Musicais
| Título             | Ano  | Personagem     |
| ------------------ | ---- | -------------- |
| Dead Poets Society | 2008 | Son Seung Hyun |
| Full House         | 2014 | Lee Young Jae  |
| Cafe In            | 2014 | Kang Ji Min    |

## Prêmios
| Ano  | Prêmio                 | Categoria                                          | Trabalho nomeado     | Resultado |
| ---- | ---------------------- | -------------------------------------------------- | -------------------- | --------- |
| 2014 | SBS Drama Awards       | New Star Award                                     | Only Love            | Venceu    |
| 2016 | 9th Korea Drama Awards | Best New Actor                                     | The Flower In Prison | Venceu    |
| 2016 | MBC Drama Awards       | Excellence Award, Actor in a Special Project Drama | The Flower In Prison | Venceu    |